# أوسكار لي غراي
أوسكار لي غراي (بالإنجليزية: Oscar Lee Gray)‏ هو قاضي ومحامي وسياسي أمريكي، ولد في 2 يوليو 1865 في ماريون في الولايات المتحدة، وتوفي في 2 يناير 1936 في شريفبورت في الولايات المتحدة. حزبياً، نشط في الحزب الديمقراطي. وقد انتخب عضو مجلس النواب الأمريكي.